# Sant Pastor
|  | Per a altres significats, vegeu «Sant Just i sant Pastor». |

Sant Pastor (occità) o Saint-Pastour (francès) és un municipi francès, al departament d'Òlt i Garona i a la regió de la Nova Aquitània. Sant Pastor fou una bastida fundada el 1272 per Alfons de Poitiers.
| 1962                                     | 1968 | 1975 | 1982 | 1990 | 1999 | 2007 |
| ---------------------------------------- | ---- | ---- | ---- | ---- | ---- | ---- |
| 414                                      | 429  | 338  | 343  | 347  | 361  | 384  |
| Població sense dobles compte des de 1962 |      |      |      |      |      |      |